# Shannon (cantante statunitense)
Shannon Brenda Greene, nota con il solo nome Shannon (Washington, 2 maggio 1958), è una cantante statunitense.

## Biografia
È famosa soprattutto per il singolo che ha venduto milioni di copie: Let the Music Play. Spesso è considerata la "regina internazionale del freestyle".
Fra i suoi album vi sono: Let the Music Play, realizzato nel 1984, seguito da Do You Wanna Get Away nel 1985 e Love Goes All the Way nel 1986. 
Al Festival di Sanremo 1991 ha interpretato fuori gara la versione in inglese del brano Siamo donne di Jo Squillo e Sabrina Salerno dal titolo Part time lovers. 
Nel 1999 è apparsa in un episodio della serie televisiva One-Hit Wonders,. 
È ritornata alla musica con il quarto album, The Best is Yet to Come, uscito nel 2000 , cui ha fatto seguito la compilation, realizzata nel 2004, Let The Music Play: The Best of Shannon. 
Un nuovo disco, A Beauty Returns, è uscito nel 2007.

## Discografia

### Album

#### Album studio
- 1984 – Let the Music Play
- 1985 – Do You Wanna Get Away
- 1986 – Love Goes All the Way
- 2000 – The Best Is Yet to Come
- 2006 – A Beauty Returns

#### Compilation
- 1991 – Part Time Lovers
- 1994 – The Collection (1994)
- 1994 – The Ultimate Collection (1994)
- 1995 – Dancefloor Artists Volume 8 - The Best of Shannon (1995)
- 2001 – The Collection (Reissue) (2001)
- 2004 – Let the Music Play: The Best of Shannon (2004)

### Singoli
- 1983 – Let the music play
- 1984 – Give me tonight
- 1984 – My heart's divided
- 1984 – Sweet somebody
- 1984 – It's you
- 1985 – Do you wanna get away